# Aglais pseudoichnusa
Aglais pseudoichnusa är en fjärilsart som beskrevs av De Sagarra 1930. Aglais pseudoichnusa ingår i släktet Aglais och familjen praktfjärilar. Inga underarter finns listade i Catalogue of Life.